# Gonzalo Arango
Gonzalo Arango Arias  (Andes, Antioquia, 18 de enero de 1931 - Gachancipá, 25 de septiembre de 1976) fue un escritor, poeta, periodista, prosista y dramaturgo colombiano. En 1958 fundó el nadaísmo, movimiento artístico y literario de vanguardia, de repercusión nacional y continental, que, influido por  el surrealismo, el dadaísmo,el existencialismo francés, la generación Beat, y otras de las principales vanguardias artísticas del siglo XX, intentó romper con la literatura, la cultura y la moral tradicional. Al grupo de artistas y escritores antioqueños se unieron muchos jóvenes,  que fueron inspirados a su vez por el escritor antioqueño Fernando González Ochoa.  
Encontró además en la música norteamericana y del Caribe de la década de 1960, un léxico renovado, el humor agudo, la penetrante ironía, y el escenario urbano para situar la obra literaria, y la crítica a la sociedad. 
Participó en la recepción y difusión de la actualidad internacional y las vanguardias artísticas, junto a los nadaístas antioqueños, siempre interesados en  la modernidad, y preocupados por  la renovación  de las tradiciones literarias, culturales y críticas. La actividad crítica desarrollada por Gonzalo Arango,- principalmente en la revista Cromos-, es  una importante contribución del nadaísmo a la transformación y modernización de la literatura colombiana. 
Su vida está llena de contrastes y contradicciones que pasan de un abierto y claro ateísmo a un religioso intimismo espiritual, y de un espíritu crítico de la sociedad de su tiempo, expresado desde el Primer manifiesto nadaísta (1958) y Prosas para leer en la silla eléctrica (1965), hasta las posiciones místicas del último período en la isla de Providencia.
Arango murió en un accidente automovilístico en la población  colombiana de Gachancipá, en 1976.

## Biografía
Gonzalo Arango fue el último de los 12 hijos de Francisco Arango, conocido como don Paco, y de Magdalena Arias. Francisco era el telegrafista del pueblo, y la esposa, ama de casa.
Durante su adolescencia, el país se precipitó en la violencia bipartidista. La suya fue también una época profundamente influida por la Iglesia católica, la cual tendría la hegemonía de la educación en Colombia, a partir de la Constitución de 1886, y una gran autoridad política, cultural y social. En sus manos estaba la revisión y censura del material pedagógico e intelectual. En 1929, por ejemplo, el Arzobispo de Medellín había prohibido la lectura de Viaje a pie , obra  destacada de Fernando González Ochoa, bajo pena de pecado capital. Estas circunstancias influirían en la vida y obra de Gonzalo Arango, quien crecería con un gran deseo de conocimiento y libertad, una importante valoración de la reflexión propia, un fuerte espíritu de rebeldía,  interés por la  lectura y la escritura, y al mismo tiempo, un profundo amor por su país.
En 1949 comienza sus estudios de derecho  en la Universidad de Antioquia. Se retira para dedicarse de lleno a la literatura, porque "estaba  convencido del poder de las palabras para cambiar el mundo", -dirá el poeta Eduardo Escobar  en su  prólogo para la reedición del libro de Prosas para leer en la silla eléctrica-,  "convencido de que cumplía una misión con cada golpe de tecla". Así  inaugura el camino con su primera novela.  Al respecto dice   Eduardo Escobar:  " don Paco Arango, su padre, fue a visitarlo, preocupado. Y no le gustó ni cinco lo que vio: el joven poeta macilento y amarillo, el amasijo de huesos ácidos amargamente despelambrado, se entregaba a escribir una novela. El título decía todo. Se llamaba Después del hombre." 
El 13 de junio de 1953 el general del ejército Gustavo Rojas Pinilla dio un golpe de Estado al presidente Laureano Gómez, en un evento sin derramamiento de sangre. La Asamblea que reemplazaba al Congreso avala al golpista y cede el título presidencial a Gustavo Rojas Pinilla. En los tres meses siguientes a la toma del poder, los liberales firman un armisticio. El 3 de agosto de 1954 logran que la Asamblea Constituyente, compuesta en su mayoría de conservadores liderados por Mariano Ospina Pérez, lo reelijan presidente hasta 1958. El golpe de Rojas Pinilla constituyó a los ojos de muchos una manera de solucionar las crisis políticas del país, y su propuesta se consideró, como una opción de distanciamiento del tradicional  bipartidismo conservador-liberal. Rojas representó en su momento una gran esperanza, con sus procesos de paz, y obligando a descansar a los politiqueros de entonces, que estaban desangrando al país. El joven Arango fue uno de los que vio con buenos ojos el gobierno del general Rojas y se unió al Movimiento Amplio Nacional (MAN),  con un grupo de artistas y jóvenes intelectuales que respaldaron el gobierno del militar.
Arango se dedica al mismo tiempo a la escritura y al periodismo con reportajes en la revista Cromos, perfiles,homenajes y memorias.(Reportajes T.I, Medellín: Eafit-Otraparte, 2021.Epílogo de Juan José Hoyos, pp.337-350).
Pero bien pronto liberales y conservadores reaccionan decepcionados, y se unen contra el general  Rojas Pinilla para causar su caída, el 10 de mayo de 1957. El exilio del general en España, significó el refugio obligado de Gonzalo Arango en el Chocó, al ser buscado en Medellín por las turbas que lo señalaban como cabeza visible del rojismo.
En Medellín fue amigo del abogado Alberto Aguirre, el teatrero español Fausto Cabrera,  el médico Héctor Abad Gómez y el escritor y filósofo Fernando González Ochoa.

### Nadaísmo
El nadaísmo constituyó una auténtica revolución literaria e intelectual en Colombia, a mediados del siglo XX. Fue antes que nada obra e inspiración de Gonzalo Arango, cuyo objetivo era, como él mismo lo define en el  Primer manifiesto nadaísta de 1958: "No dejar una fe intacta ni un ídolo en su sitio". El movimiento reunió jóvenes escritores cuyo talento crearía una verdadera escuela de literatura nacional, y un movimiento vanguardista clave para la modernización de la literatura colombiana. Los primeros nadaístas que acompañaron a Gonzalo Arango fueron antioqueños: Amílcar Osorio, Alberto Escobar Ángel, Eduardo Escobar, Humberto Navarro y Darío Lemos. Se unirían poco a poco otros  escritores de todo el país, y bien pronto se extendió a nivel nacional y continental.
Los nadaístas manifestaron su inconformidad con el orden social reinante, el bipartidismo político, las tradiciones antioqueñas, mercantiles y productivas, que eliminan y asfixian la vida del espíritu, el conservadurismo social, los valores y costumbres de la burguesía, "los estragos de la religión", el matrimonio tradicional, la literatura comprometida y militante, y las revoluciones de masas con fines totalitarios. Fue un movimiento de artistas librepensadores,  dedicado a la poesía, la pintura, el periodismo, la cultura, y las artes, continuado por muchos de sus seguidores.
Los nadaístas  no estuvieron de acuerdo  con las posiciones obligadas de la estética marxista y las obligaciones partidistas  trazadas por Lenin. Defendieron la libertad de la imaginación artística  y la libertad poética que trazó el surrealismo a los nuevos artistas.Y se distanciaron  de los pregones  del realismo socialista.Estuvieron más cerca de Albert Camus, con sus dudas sobre las justificaciones del asesinato, que del Sartre militante maoísta y activista político.

### Primer manifiesto nadaísta, 1958
André Breton publicó en 1924 el Primer manifiesto del surrealismo que abre los caminos  de renovación a las vanguardias artísticas y literarias posteriores.
El Primer manifiesto nadaísta se publica en 1958 en Medellín. Los primeros  nadaístas  protagonizan en la Plazuela de San Ignacio en Medellín el que sería el primer escándalo y acto simbólico : la quema de lo que consideraban la más anacrónica literatura colombiana, en la cual arde también la primera novela de Arango, "Después del hombre". Al año siguiente, 1959, los nadaístas antioqueños sabotean el Primer Congreso de Intelectuales Católicos, razón por la cual Gonzalo Arango fue detenido y conducido a la cárcel de La Ladera (1959), defendido por A. Aguirre como abogado y amigo, y  visitado por Fernando González Ochoa, el escritor y filósofo de Otraparte,  uno de sus grandes inspiradores.

### Prosas para leer en la silla eléctrica, 1965
Prosas para leer en la silla eléctrica es un libro de memoria y ficción. Incluye cuentos, perfiles, e historias. Gonzalo Arango se aproxima al milagro y al misterio y pronostica la cercanía entre la nueva poesía y la ciencia. Contiene los mejores y reconocidos manifiestos nadaístas: el Manifiesto poético, el Terrible 13 manifiesto nadaísta, y  el Manifiesto nadaísta al Homo sapiens. Textos de amplio valor analítico y reflexivo y de gran diversidad. Junto a las singulares diatribas, o el perfil de un asesino, se encuentra la poética conversación de intimidad con la bella Medellín.
El 13 manifiesto y el Manifiesto poético son textos esenciales de  Prosas para leer en la silla eléctrica.  El 13 Manifiesto es una valerosa afirmación de los logros intelectuales de los nadaístas. Distintos de los establecidos  como éxitos tradicionales. Muy lúcido en la comprensión de otro tipo de triunfos, más válidos y verdaderos. Posee alta calidad humorística. Y es un pregón avanzado de independencia de los dioses. Reniega de "las tradiciones, los santos y los héroes". Y asume una postura de comprensión intelectual y dignidad. Es un manifiesto-camino que delimita  credos e incredulidades.
El Manifiesto poético es un texto singular. Visualiza y plantea las contradicciones entre la ciencia y el misterio. Posee gran humor. Invita muchas veces a la risa, y a la carcajada. Notifica la decadencia del prestigio de los cielos, y la ausencia de dioses en el más allá. Escribe el poeta ateo,  sin remordimientos ni culpas. Y anuncia la función del poeta en los siglos venideros: " el poeta fundirá en su canto la ciencia  del cosmos y la poesía". Es un manifiesto visionario, fresco y anticipatorio. 

### Abandono del nadaísmo
En 1968 Gonzalo Arango escribió un elogio entusiasta del presidente Carlos Lleras Restrepo, que causó la desaprobación de sus compañeros nadaístas. Para sorpresa de sus seguidores, el extrovertido escritor, poeta, narrador, dramaturgo, cronista y periodista, declara, en 1970, que abandonará el nadaísmo, acto que fue considerado por sus compañeros como una "traición" a los ideales del movimiento. 
Comienza así la separación entre el fundador y lo fundado, hasta su muerte prematura. Quien había escrito importantes diatribas, y manifiestos en contra del catolicismo y sus escribidores, quien había declarado su ateísmo en la correspondencia  con Alberto Aguirre o en las Prosas, comienza una nueva  etapa de escritura,   bajo la influencia de su última mujer, la inglesa Angie Mary Hickie, "una especie de hippie trasplantada, que a ratos pintaba florecitas y a ratos cantaba," dirá Alberto Aguirre en su presentación de las Cartas a Aguirre (Cartas a Aguirre,Medellín: Eafit, 2006, p. 55),  y que lo lleva a partir de 1971 de regreso a posiciones religiosas y místicas. Eduardo Escobar habla con humor de los vaivenes ideológicos de Gonzalo Arango a partir de la influencia de su  mujer inglesa.

Su cercanía con la música comenzó de antes, sin embargo. En 1967, Arango escribió un artículo llamado "Qué diabos es el gogó", publicado en la revista Cromos, en agosto de 1967, en donde planteó lo siguiente: 
«El divorcio entre música y poesía se rompió al fin con el advenimiento arrollador de la generación go-gó destinada a unir sus ritmos a nuestras voces de protesta, a fusionarse en una totalidad de fines con el movimiento precursor que la había hecho posible […]. El go-gó no solo es una revolución artística en la música, sino también en la vida y en la moral, donde irradia su poderosa influencia. Su acción transforma el comportamientumano y social, destruyendo y creando valores, modifican-do las modas, las costumbres, los sentimientos, el sexo. En una palabra: la realidad». «Qué diablos es el gogó», Cromos (agosto, 1967).
Para algunos escritores, el nadaísmo continúa vivo en los jóvenes inconformes y en muchos nuevos lectores y escritores. La nueva Biblioteca Gonzalo Arango, a cargo de la Editorial Eafit y la Corporación Otraparte de la ciudad de Medellín, es una prueba de su continua difusión y del alto interés nacional en algunos de los más singulares textos del nadaísmo, que tardíamente se han editado y divulgado, y que cobran cada día más importancia en el panorama de la literatura y el pensamiento colombianos.

### La obra: miscelánea de géneros
Gonzalo Arango incursiona en distintos géneros literarios: autobiografía, prosa de ideas, crítica literaria, comentarios, ensayos, prólogos, cartas, periodismo, poesía, narración, teatro, crónicas, memorias, cuentos, perfiles, semblanzas, cuadernos de soledad, confesiones, testimonios, figuraciones, introspecciones, fragmentos, notas, y reportajes, entre otros. En sus trabajos coexisten simultáneamente varios géneros. En palabras de Felipe Restrepo David, -un estudioso de su obra-, Arango sobresale por una literatura de ideas, por una narración de pensamiento. Su legado es una obra importante, "hecha de metáforas y pensamientos", de "gran fuerza reflexiva y poesía ".
Arango tuvo una participación activa en varios diarios, principalmente en El Tiempo, El Espectador', y El Siglo, y en numerosas revistas nacionales. Entre 1963 y 1964 colaboró con la Nueva Prensa y Contrapunto; entre 1966 y 1967 publicó en la revista Cromos un número importante de reportajes y perfiles, entre los que se destaca su bello Homenaje a Breton.  Publicó la revista Nadaísmo 70 (1970-1971), y escribió  para las revistas Arco y Sábado, Corno Emplumado de México, y Zona Franca de Venezuela.

## Obras de Gonzalo Arango

### Manifiestos
- Primer manifiesto nadaísta (1958).
- Los camisas rojas (1959).
- Primer manifiesto vallecaucano (1959).
- Mensaje bisiesto a los intelectuales colombianos (1960).
- Exposición radiantiva de la poesía nadaísta (1960).

- El manifiesto de los escribanos católicos (1961).
- El mensaje a los académicos de la lengua (1962).
- Las promesas de Prometeo (1963).
- Dignidad y desamparo del arte (1963).
- El sermón atómico (1964).
- Manifiesto nadaísta al Homo sapiens (1965).
- Manifiesto poético (1966).

- El terrible 13 manifiesto nadaísta (1967).
- El nadaísmo y las fuerzas desarmadas (1968).
- El nadaísmo informa (1968).
- El nadaísmo con Fidel (1971).

- Al sacerdote poeta Ernesto Cardenal (1978).

### Prosas
- Prosas para leer en la silla eléctrica (1965).Artículos, prosa poética , memorias y manifiestos.
- Boom contra Pum Pum (1967).
- El oso y el colibrí (1968). Autobiografía, prosa de ideas, crítica literaria, notas, semblanzas.
- Providencia (1972).
- Obra negra (1974).Cartas, diatribas, reflexiones, poesía.
- Adangelios (1985).

### Cuento
- Sexo y saxofón (1963). Reflexiones de intimidad, prosa y poesía.
- Providencia (1972).
- Obra negra (1974). Cartas, diatribas, reflexiones, poesía.

### Teatro
- HK-111(1960)
- Nada bajo el cielorraso (1960)
- Los ratones van al infierno (1964)
- La consagración de la nada (1964)

### Memorias
- Memorias de un presidiario nadaísta (1991). Prosa autobiográfica. Reflexiones, pensamientos, comentarios.

### Cartas
- Maestro, déjeme su gran espíritu (1964). Carta dirigida a Margarita Restrepo Gaviria; viuda de Fernando González tras su muerte.
- El oso y el colibrí (1968). Incluye alguna correspondencia con Evtushenko. Prosa de ideas. Critica. Notas.
- Correspondencia violada (1980).
- Cartas a Aquirre :1953 -1965. (2006).
- Cartas a Julieta (2015).

### Poesía
- Sonata metafísica para que bailen los muertos.
- Medellín a solas contigo (1964). Poesía y autobiografía.
- Palabras rojas para Evtushenko (1968). Poesía.
- Providencia (1972). Pensamientos y poesía.
- Fuego en el altar (1974). Prosa, pensamientos y poesía.
- Muchos momentos poéticos  se encuentran en Prosas para leer en la silla eléctrica.
- Hay espacios poéticos en Obra negra.

### Reportajes
- Reportajes  (1993) (2001)
- Homenaje a Breton
- Luciano Jaramillo
- El poeta X-504: un artista con placa de carro
- Cochise
- Rogelio Echavarría
- Eduardo Escobar
- Pablus Gallinazo
- Alba Lucía Ángel
- Alberto Aguirre
- Álvaro Barrios